# Eugène Cuvelier

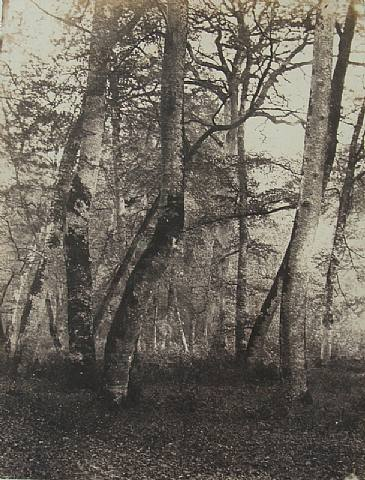
Eugène Cuvelier: Buky

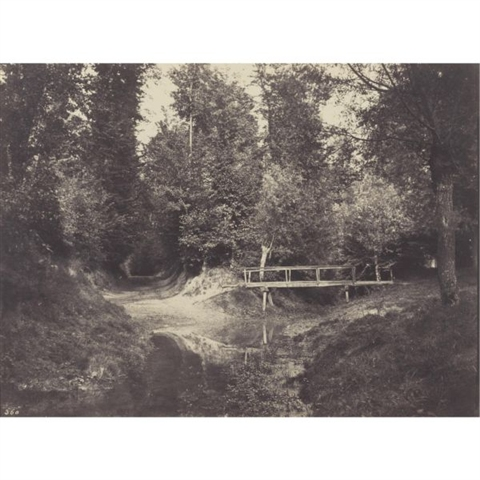
Eugène Cuvelier: Village de Rivière

Eugène Cuvelier (6. dubna 1837 Arras v Nord-Pas-de-Calais – 31. října 1900 v Thomery, Francie) byl francouzský krajinářský fotograf.

## Život a dílo
Jeho otec, Adalbert Cuvelier (1812–1871), byl obchodník z Arrasu, malíř a amatérský fotograf, člen klubu Barbizon a přítel Corota a Delacroix.
Práce Eugena Cuveliera byly znovuobjeveny na začátku 80. let 20. století. V roce 1991 byla některá jeho díla vystavena ve Francouzské národní knihovně. Ty byly následně vystaveny ve stuttgartském muzeu a také v Metropolitním muzeu umění v New Yorku a Muzeum Orsay vydalo k této výstavě katalog.
V roce 1996 vyšla kniha Daniela Challeho s názvem Études photographiques. Ve stejném roce vydalo Metropolitní muzeum umění brožuru Eugene Cuvelier, kterou napsal Malcolm Daniel.

## Galerie

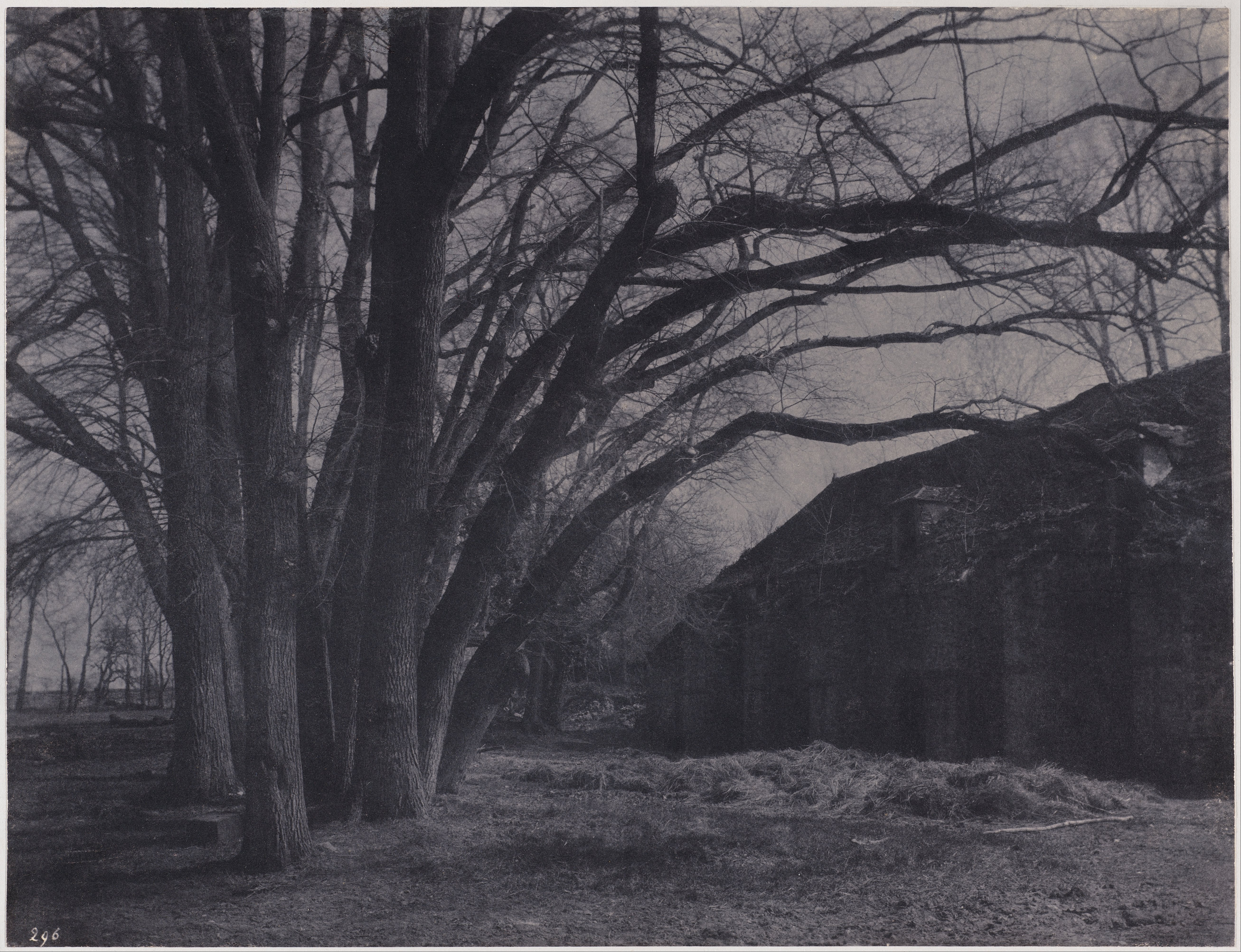
Eugène Cuvelier: Ferme du Parc de Courances, 1860–1870